# Dimmitt (Texas)
Dimmitt település az Amerikai Egyesült Államok Texas államában, Castro megyében, melynek megyeszékhelye is. Lakosainak száma 4171 fő (2020. április 1.).

## Népesség
A település népességének változása:

| 2010 | 4 393 |
| 2020 | 4 171 |